# Osted
Osted – miasto w Danii, w regionie Zelandia, w gminie Lejre.